# Herleva
Herleva di Falaise chiamata anche Arletta, in francese
Arlette de Falaise (o Herleva, Erlève, Herlève, Herlotte) (tra il 1005 e il 1010 – Normandia, 1050 circa) fu la moglie, alla maniera danese (more danico), secondo l'uso vichingo del Duca di Normandia, Roberto I il Magnifico.

## Origine
Arletta era di umili origini; secondo il monaco e cronista normanno Guglielmo di Jumièges, autore della sua Historiæ Normannorum Scriptores Antiqui, Herleva o Herlotta, era la figlia di Fulberto o Herberto, un cameriere del duca (Herleva Fulberti cubicularii ducis filia) e della moglie Duda o Duwa, come ci conferma la Chronica Albrici Monachi Trium Fontium. Di entrambi i genitori non si conoscono i nomi degli ascendenti; secondo lo storico britannico, William John Corbett, professore a Cambridge era la figlia del conciatore Fulberto di Falaise, che secondo la professoressa britannica, Elisabeth M. C. van Houts pare fosse preparatore di salme o come lo chiameremmo al giorno d'oggi, «impresario di pompe funebri». Herleva fu la madre di Guglielmo, duca di Normandia e re d'Inghilterra, che passò alla storia con il soprannome di Conquistatore.

## Biografia

### La giovinezza
Nata forse in Normandia, ma molto più probabilmente, a Florennes, vicino a Namur, come ci conferma la Chronica Albrici Monachi Trium Fontium e trasferitasi, assieme ai genitori in Normandia, a Falaise (cittadina che a quei tempi era la capitale della contea di Hiesmois, di cui era conte Roberto, il figlio del duca di Normandia, Riccardo II), nei primi anni del secolo XI, tra il 1005 ed il 1010, dal borghese Fulberto che, secondo Orderico Vitale, divenne domestico del duca di Normandia, Herleva o Arletta di Falaise, durante il periodo giovanile, si legò in un'unione secondo il more danico o uso vichingo, quindi, pagano, al giovane (circa suo coetaneo) conte di Hiesmois, Roberto, figlio maschio secondogenito del duca di Normandia Riccardo II il Buono, e della moglie, Giuditta(982-1017), figlia del duca di Bretagna Conan I e di Ermengarda(figlia del conte d'Angiò, Goffredo I Grisegonelle).

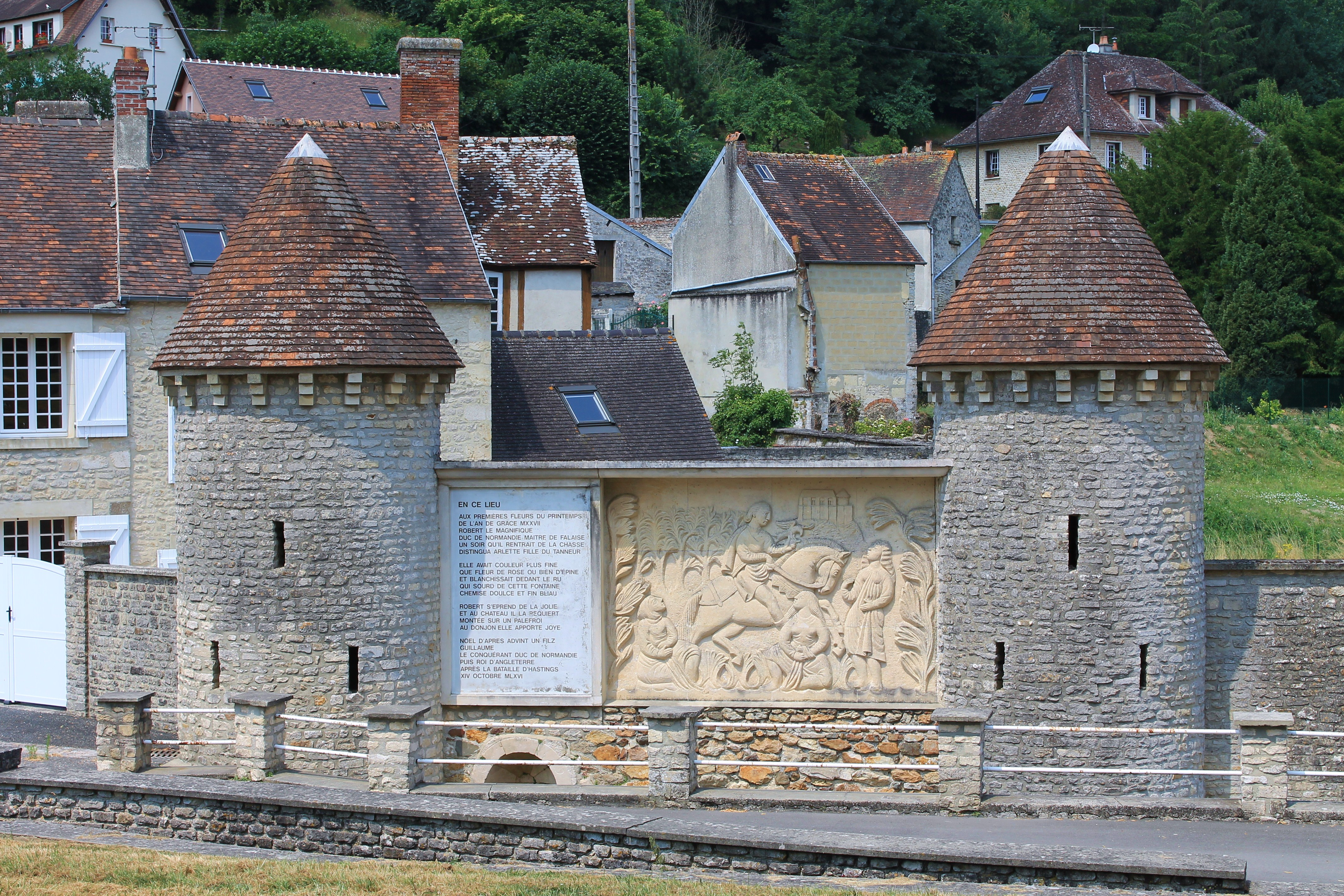
La fontana d'Arlette a Falaise

La leggenda narra che la relazione cominciò quando Roberto vide Arletta che lavava la sua biancheria nel fiume, vicino al castello, nel luogo denominato la fontaine d'Arlette. Pare che il conte di Hiesmois, Roberto, non resistette al suo fascino e ne fece la sua concubina.
Una variante della leggenda invece che Roberto la vide dalla sua finestra e ne fu colpito mentre Arletta danzava e cantava nei campi con altre giovani fanciulle.
Il padre di suo marito Roberto, Riccardo II il Buono, morì a Fécamp in Normandia, secondo gli Obituaires de Sens Tome I e secondo gli Obituaires de Sens Tome II, il 23 agosto (X.Kal.Sept.) 1026, come confermano anche il monaco e cronista inglese, Orderico Vitale e l'Ademari Historiarum liber III, ed il figlio primogenito, Riccardo, gli subentrò nel titolo di duca di Normandia, come Riccardo III.
Il governo di Riccardo fu breve: Orderico Vitale sostiene che detenne il potere per un anno e mezzo (anno uno et dimidio).
Secondo il cronista Guglielmo di Jumièges, suo marito, Roberto, conte di Hiesmois, nel 1028, si era ribellò al fratello Riccardo III, che, dopo aver obbligato Roberto alla pace, il 6 agosto di quello stesso anno, improvvisamente, morì avvelenato. Anche Orderico Vitale ritiene che Riccardo fu avvelenato (Richardus III veneno, non plene biennio peracto, periit).
A Riccardo III, anche il cronachista, priore dell'abbazia di Bec e sedicesimo abate di Mont-Saint-Michel, Robert di Torigny, conferma che succedette Roberto, conte di Hiesmois, oltre a Orderico Vitale e Guglielmo di Jumièges.
Nel 1034 il duca Roberto decise di fare un pellegrinaggio a Gerusalemme; ma, prima di partire, in mancanza di eredi legittimi, avrebbe dovuto risolvere il problema della sua successione; preoccupandosi per Herleva, la sua concubina, ed il figlio da lei avuto, Guglielmo, che era il proprio erede, convocò un consiglio generale dove tutti i nobili accettarono (ad alcuni risultò sgradita) la successione. Allora, in quell'occasione, furono scelti, nel caso in cui Roberto non fosse tornato dalla Terra santa (anche era considerato molto improbabile, in quanto Roberto godeva ottima salute e aveva solo circa 25 anni), i quattro tutori del ducato:
- Gilberto, conte d'Eu e conte di Brionne, cugino di Roberto
- Osberno di Crepòn, siniscalco del ducato,
- Toroldo di Neufmarche, precettore di Guglielmo e probabilmente, connestabile del ducato,
- Alano III, duca di Bretagna e conte di Rennes, cugino di Roberto.

Il re di Francia, Enrico I, concesse il suo assenso, per cui, nel febbraio 1035, Roberto partì e, secondo Guglielmo di Jumièges, raggiunse Gerusalemme senza problemi. Sulla via del ritorno, a Nicea, si ammalò improvvisamente ed il 2 luglio (VI nonas iulij) morì; la morte a Nicea di Roberto viene confermata anche da Orderico Vitale. Roberto fu sepolto nella chiesa di Santa Maria a Nicea.
Gli succedette il figlio Guglielmo, di circa otto anni.

### Il secondo matrimonio
A seguito di ciò Arletta, verso il 1035, come ci confermano sia Guglielmo di Jumièges, che Orderico Vitale ed anche Robert di Torigny, si sposò con un Cavaliere, Erluino di Conteville, che gli scritti dei cronisti a lui contemporanei non ci informano sui suoi ascendenti e solo fonti successive ci informano che era figlio di Giovanni di Conteville, mentre la madre è rimasta sconosciuta, era un nobile di modesta importanza, che aveva una piccola signoria vicino alla foce della Senna e sposò Arletta solo perché era leale al duca Roberto; la viscontea di Conteville gli fu assegnata dal figliastro, Guglielmo il Bastardo, solo dopo aver preso il pieno controllo del ducato. Ricevette inoltre la signoria di Sainte-Mère-Église, che faceva parte della contea di Mortain ed infine, verso il 1050, assieme al figlio, Roberto fece costruire l'abbazia di Grestain.
Qualcuno ipotizza addirittura che fu Roberto I il Magnifico a donare Arlette al Cavaliere, Erluino di Conteville, prima della sua partenza per Gerusalemme, come Guglielmo di Malmesbury, monaco benedettino dell'abbazia di Malmesbury, nel Wiltshire (Wessex), nel suo de Gestis Regum Anglorum libri quinque, afferma che il matrimonio fu celebrato quando Roberto era ancora in vita; comunque da questa unione nacquero tre figli di cui due maschi che furono molto vicini al fratellastro Guglielmo, soprattutto dopo la conquista dell'Inghilterra, del 1066.
Pare che Arletta profittasse della sua posizione per favorire i membri della sua famiglia, e come era già stato per il padre, anche due suoi fratelli entrarono al servizio del duca, Roberto e, secondo Orderico Vitale, uno dei due, Gualtiero, dopo la morte del duca, Roberto, nel periodo di torbidi, creato dai baroni normanni, divenne guardia del corpo del giovane nuovo duca, suo nipote, il figlio di Arletta, Guglielmo II e pare che una notte Gualtiero salvò la vita a Guglielmo II.

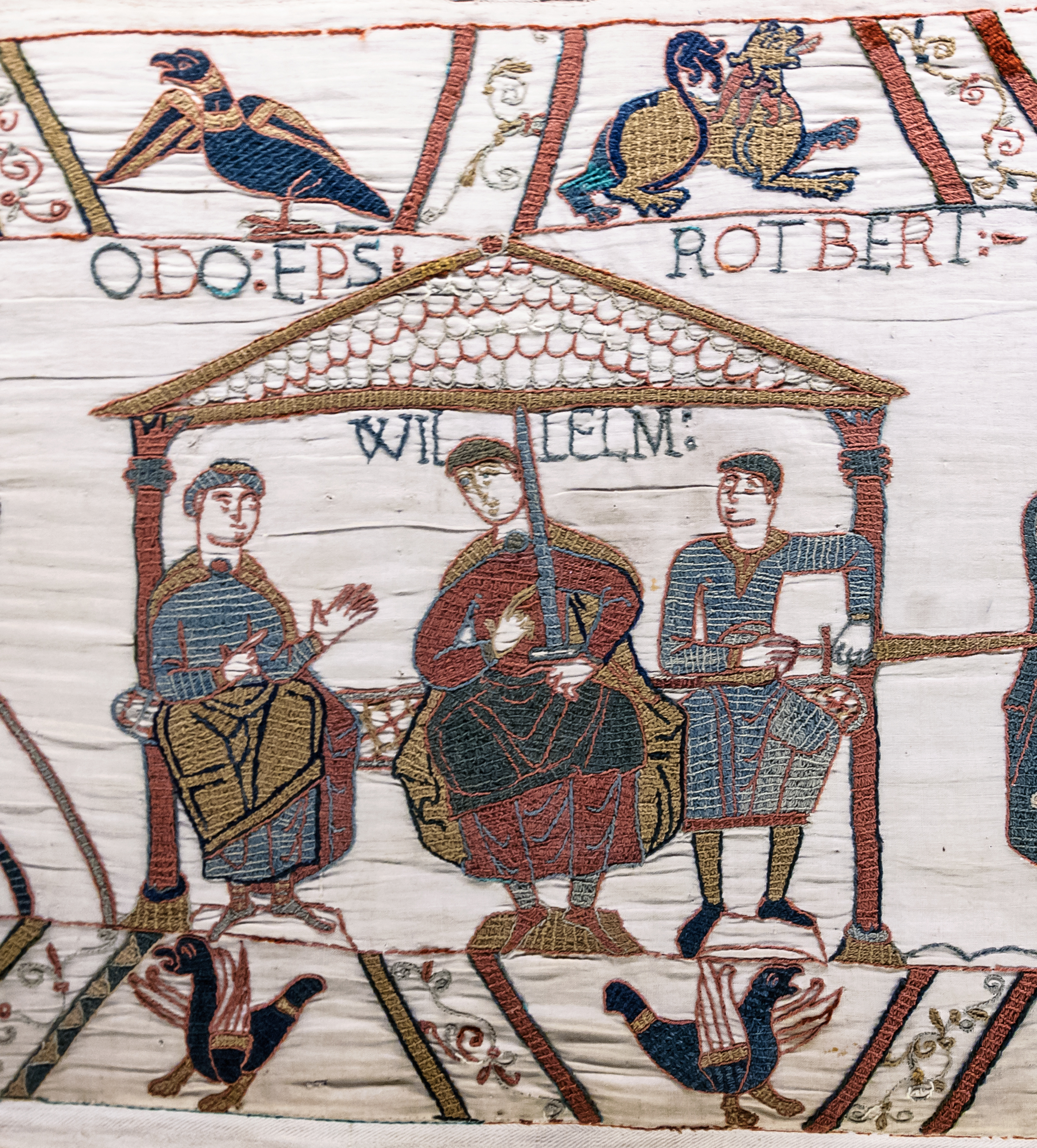
Rappresentazione dei tre figli di Arlette (de sinistra a destra: Oddone, Guglielmo, Roberto) sull'Arazzo di Bayeux

Non si conosce la data esatta della morte di Arletta: comunque morì prima del marito Erluino, come ci conferma il volume VII del Complete Peerage(non consultato), e si presume verso il 1050, in quanto, secondo il III volume delle Europäische Stammtafeln (non consultate), Erluino, in quella data, aveva fatto costruire l'abbazia di Grestain, e Arlette non viene citata.
Dopo la morte di Arletta, Erluino si sposò, in seconde nozze con Fredesenda, di cui non si conoscono gli ascendenti, che gli dette tre figli.

## Figli
Arlette a Roberto il Magnifico diede un figlio:
- Guglielmo[1], come conferma anche la Chronica Albrici Monachi Trium Fontium che lo definisce bastardo[34]  (ca. 1028-1087), disprezzato dalla nobiltà perché ritenuto illegittimo[1], duca di Normandia e re d'Inghilterra.

A Erluino di Conteville ne diede tre:
- Oddone[1][24] († 1097), vescovo di Bayeux[35], conte del Kent;
- Roberto[1][24] († 1090), conte di Mortain[35], e conte di Cornovaglia;
- Muriel che sposò Guglielmo, signore di La Ferté-Macé[30].

### Fonti primarie
- (LA)  Obituaires de Sens Tome I.
- (LA)  Obituaires de Sens Tome II.
- (LA)  Chronique de Robert de Torigni, abbé du Mont-Saint-Michel, vol I.
- (LA)  Chronique de Robert de Torigni, abbé du Mont-Saint-Michel, vol II.
- (LA)  Monumenta Germanica Historica, tomus XXIII.
- (LA)  Ordericus Vitalis, Historia Ecclesiastica, vol. II.
- (LA)  Ordericus Vitalis, Historia Ecclesiastica, vol. III, liber VI - IX.
- (LA)  Rodulfus Glaber Cluniacensis: Historiarum Sui Temporis Libri Quinque.
- (LA)  Ordericus Vitalis, Historia Ecclesiastica, vol. unicum.
- (LA)  Historiæ Normannorum Scriptores Antiqui.

### Letteratura storiografica
- William John Corbett, "L'evoluzione del ducato di Normandia e la conquista normanna dell'inghilterra", cap. I, vol. VI (Declino dell'impero e del papato e sviluppo degli stati nazionali) della Storia del Mondo Medievale, 1999, pp. 5–55.